# Liste von Kunstwerken im öffentlichen Raum in Einsiedeln
Dies ist eine Liste von Kunstwerken im öffentlichen Raum in Einsiedeln. Sie enthält öffentlich zugängliche Objekte in Einsiedeln (Kanton Schwyz, Schweiz).
| Foto                   |                 | Objekt                                           |  | Typ              |  |                   | Teil von           | Standort                        | Künstler | Datierung | Beschreibung                                                 |
| ---------------------- | --------------- | ------------------------------------------------ |  | ---------------- |  | ----------------- | ------------------ | ------------------------------- | -------- | --------- | ------------------------------------------------------------ |
|                        | Datei hochladen | Vorlage:WLPA-CH-Zeile name= ist Pflichtparameter |  | Brunnen          |  | Brunnen           |                    | Klosterplatz ·                  |          |           |                                                              |
|                        | Datei hochladen | Vorlage:WLPA-CH-Zeile name= ist Pflichtparameter |  | Statue           |  |                   |                    | St. Benediktweg ·               |          |           | Denkmal für Benedikt von Nursia                              |
| Paracelsus Denkmal     | Datei hochladen | Paracelsus Denkmal                               |  | Statue, Denkmal  |  | Denkmal           | Paracelsus-Park    | Hauptstrasse/Schmiedenstrasse · |          | 1941      | Denkmal für Paracelsus (ca. 1493–1541)                       |
| Vereinigungsbrunnen    | Datei hochladen | Vereinigungsbrunnen                              |  | Brunnen, Denkmal |  | Denkmal · Brunnen | Paracelsus-Park    | ·                               |          |           | Inschrift «Eintracht baut das Haus 1933»                     |
| Heiwili-Brunnen        | Datei hochladen | Heiwili-Brunnen                                  |  | Brunnen, Denkmal |  | Denkmal · Brunnen | Schulhaus Brüel    | Etzelstrasse 1 ·                |          |           | Denkmal für Meinrad Lienert (1865–1933)                      |
|                        | Datei hochladen | Vorlage:WLPA-CH-Zeile name= ist Pflichtparameter |  | Brunnen          |  | Brunnen           | Bahnhof Einsiedeln | Bahnhofplatz ·                  |          |           |                                                              |
|                        | Datei hochladen | Vorlage:WLPA-CH-Zeile name= ist Pflichtparameter |  | Statue           |  |                   |                    | Koordinaten fehlen! Hilf mit.   |          |           |                                                              |
| Paracelsus Gedenkstein | Datei hochladen | Paracelsus Gedenkstein                           |  | Denkmal          |  | Denkmal           | Teufelsbrücke      | Egg SZ, am Etzelpass ·          |          |           | Denkmal für Paracelsus (ca. 1493–1541) bei seinem Geburtsort |